# Philippe Desmet
Philippe Desmet (ur. 29 listopada 1958 w Waregem) – belgijski piłkarz grający na pozycji pomocnika.

## Kariera klubowa
Karierę piłkarską Desmet rozpoczął w klubie KSV Waregem. W sezonie 1977/1978 zadebiutował w pierwszej lidze belgijskiej, a od sezonu 1979/1980 zaczął występować w pierwszym składzie Waregem. W 1982 roku zagrał w przegranym 0:2 finale Pucharu Belgii z Waterschei Thor Genk, a latem tamtego roku zdobył Superpuchar Belgii (3:2 ze Standardem Liège).
W 1986 roku Desmet przeszedł do francuskiego Lille OSC, w którym występował wraz z rodakiem Erwinem Vandenberghiem. W 1989 roku wrócił do Belgii i został piłkarzem KV Kortrijk, w którym spędził półtora roku. Na początku 1991 roku został piłkarzem Sportingu Charleroi. Tam grał przez pół sezonu, a latem 1994 roku odszedł do Eendrachtu Aalst. Piłkarzem Eendrachtu był do końca sezonu 1991/1992 i wtedy też zakończył karierę piłkarską.
| Sezon   | Klub               | Kraj    | Rozgrywki      | Mecze | Bramki |
| ------- | ------------------ | ------- | -------------- | ----- | ------ |
| 1977/78 | KSV Waregem        | Belgia  | Division I     | 9     | 1      |
| 1978/79 | KSV Waregem        | Belgia  | Division I     | 16    | 2      |
| 1979/80 | KSV Waregem        | Belgia  | Division I     | 29    | 5      |
| 1980/81 | KSV Waregem        | Belgia  | Division I     | 26    | 5      |
| 1981/82 | KSV Waregem        | Belgia  | Division I     | 30    | 4      |
| 1982/83 | KSV Waregem        | Belgia  | Division I     | 32    | 4      |
| 1983/84 | KSV Waregem        | Belgia  | Division I     | 30    | 8      |
| 1984/85 | KSV Waregem        | Belgia  | Division I     | 29    | 12     |
| 1985/86 | KSV Waregem        | Belgia  | Division I     | 32    | 4      |
| 1986/87 | Lille OSC          | Francja | Ligue 1        | 34    | 13     |
| 1987/88 | Lille OSC          | Francja | Ligue 1        | 23    | 8      |
| 1988/89 | Lille OSC          | Francja | Ligue 1        | 33    | 6      |
| 1989/90 | KV Kortrijk        | Belgia  | Division I     | 18    | 3      |
| 1990/91 | KV Kortrijk        | Belgia  | Division I     | 5     | 0      |
| 1990/91 | Sporting Charleroi | Belgia  | Division I     | 10    | 1      |
| 1991/92 | Eendracht Aalst    | Belgia  | Jupiler League | 2     | 0      |

## Kariera reprezentacyjna
W reprezentacji Belgii Desmet zadebiutował 20 listopada 1985 roku w przegranym 1:2 spotkaniu eliminacji do Mistrzostwach Świata w Meksyku z Holandią. W 1986 roku zajął 4. miejsce ze swoją reprezentacją na tym turnieju. Na nim rozegrał 3 spotkania: z Meksykiem (1:2), z Irakiem (2:1) oraz w półfinale z Argentyną (0:2). Od 1985 do 1987 roku rozegrał w kadrze narodowej 14 meczów i zdobył jednego gola.